# Declaración de independencia de Azerbaiyán
Declaración de independencia (en azerí İstiqlal Bəyannaməsi) o la Ley sobre independencia de Azerbaiyán es un documento que fue editado y firmado por el Consejo Nacional de Azerbaiyán (en azerí Azərbaycan Milli Şurası) el 28 de mayo de 1918 en Tiflis. La Ley sobre independencia de Azerbaiyán declaró la República Democrática de Azerbaiyán o la República Popular de Azerbaiyán (en azerí Azərbaycan Demokratik Respublikası o Azərbaycan Xalq Cümhuriyyəti). Así, en Azerbaiyán se creó el primer estado laico y democrático en el Oriente musulmán. La  República Democrática de Azerbaiyán fue la primera república parlamentaria, el ejemplo del primer estado democrático, jurídico y laico en el mundo turco e islámico. El gobierno actuó en Tiflis durante 10 días, más tarde el centro fue trasladado a Ganyá . Sólo después de que Bakú fue limpiado de las fuerzas dashnak y rusas bajo el mano del ejército de Turquía, el 17 de septiembre de 1918 el gobierno nacional fue trasladado de Ganyá a Bakú. 
A pesar de que actuó durante sólo 23 meses, las medidas realizadas en el período de la Primera República tuvo una gran importancia en cuanto a la creación de los bases de la estructura estatal independiente y la determinación de vía de desarrollo futuro. 
La República de Azerbaiyán en calidad del sucesor de la República Democrática de Azerbaiyán restauró su independencia el día 18 de octubre de 1991. 

## Historia
La realización de una política del imperio ruso para destruir conciencia de la autoestima nacional convirtió el Cáucaso del Sur en la arena política de la masacre sangrienta más terrible. Azerbaiyán se convirtió en el escenario de la prueba de la política nacional-colonial de la Rusia zarista. En tales condiciones, las tradiciones antiguas de la condición estatal que se encuentra en el territorio del imperio ruso Azerbaiyán se convirtió en el centro principal de movimiento de resistencia nacional contra el régimen nacional-colonial del zarismo.
El Comisariado Transcaucásico, que fue fundado en Tiflis el 11 de noviembre de 1917 como el primer gobierno independiente de Transcaucasia dejó de existir. Luego de la Revolución de Octubre, el 15 de noviembre de 1917, la izquierda de Azerbaiyán se rebeló contra el poder central transcaucásico, ejercido de facto por el Musavat, y proclamó la Comuna de Bakú. Los territorios transcaucásicos habían rechazado la abolición del gobierno provisional ruso y la toma del poder de los bolcheviques. Con el objetivo de formar un sólido frente contra Turquía, los partidos dominantes de las naciones de Transcaucasia el 22 de abril de 1918 proclamaron la República Democrática Federal de Transcaucasia. Los estados que componían la república son Azerbaiyán, Armenia y Georgia. Teóricamente República Democrática Federal de Transcaucasia dependía de la República Soviética de Rusia. La República Democrática Federal de Transcaucasia duró menos de cinco semanas: Georgia se separó el 26 de mayo de 1918 y dos días después Azerbaiyán y Armenia siguen su ejemplo y la República deja de existir.

## Reunión del Consejo Nacional
En la sesión celebrada el 27 de mayo de 1918, Azerbaiyán eligió M.A.Rasulzade como el presidente del Consejo Nacional. El 28 de mayo de 1918 fue celebrada la reunión histórica del Consejo Nacional de Azerbaiyán. En el mismo día fue aprobado la Declaración de la Independencia. En la reunión Hasan bey Agayev, Fatali Khan Khoyski, Khalil bey Khasmammadov, Nariman bey Narimanbeyov, Xudadat bey Malik-Aslanov, Hamid bey Shakhtakhtinski, Firidun bey Kocherlinski u otros.

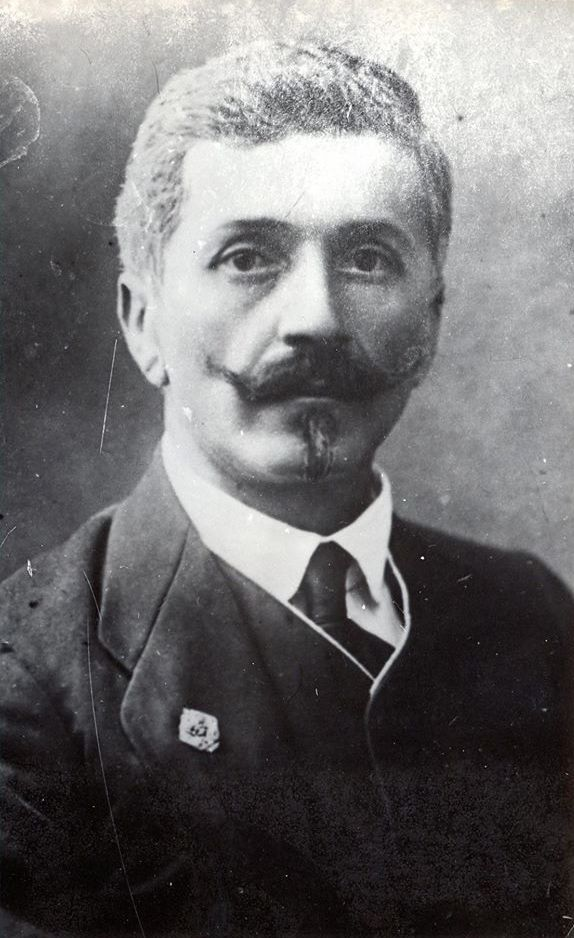
Hasan bay Agayev
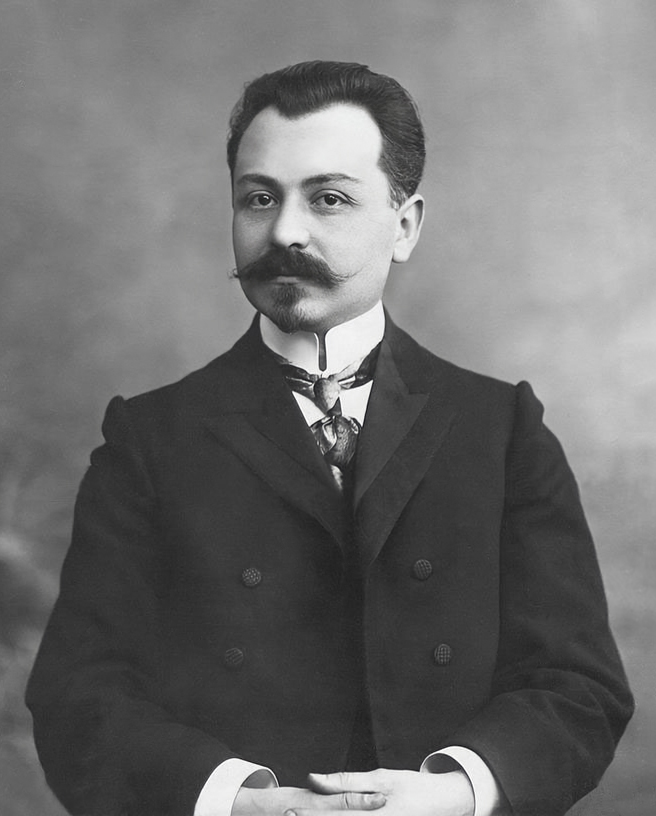
Fatali Khan Khoyski
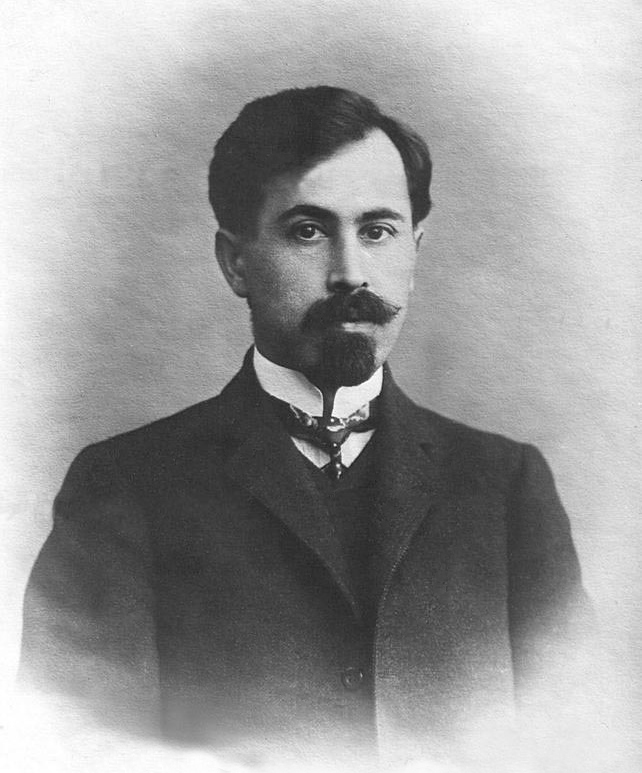
Khalil bey Khasmammadov
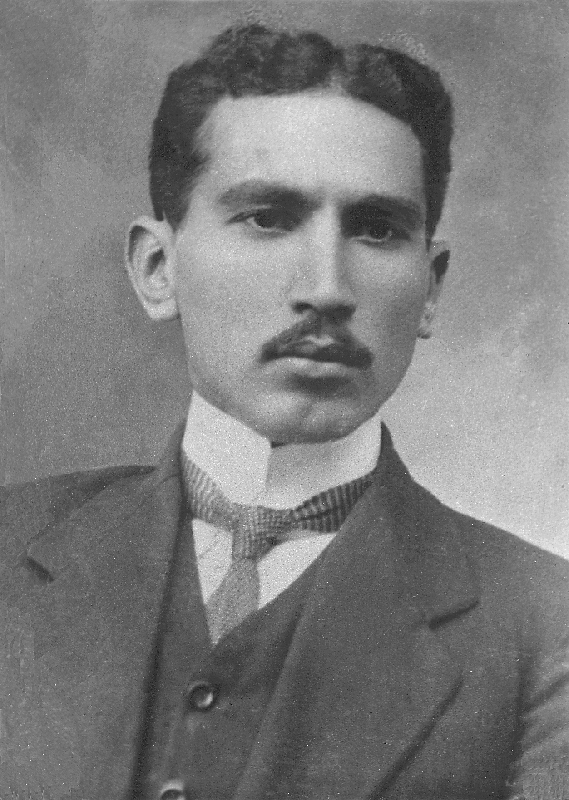
Nariman bey Narimanbeyov
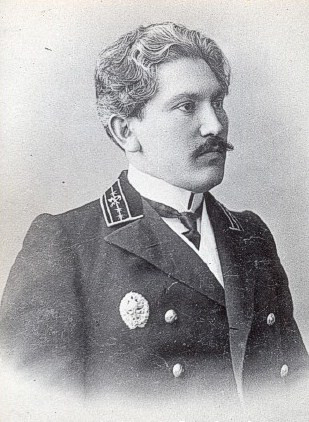
Xudadat bey Malik-Aslanov
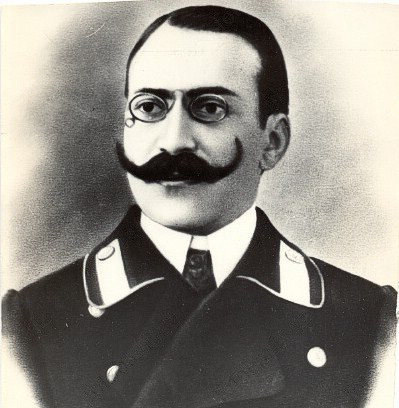
Hamid bey Shakhtakhtinski
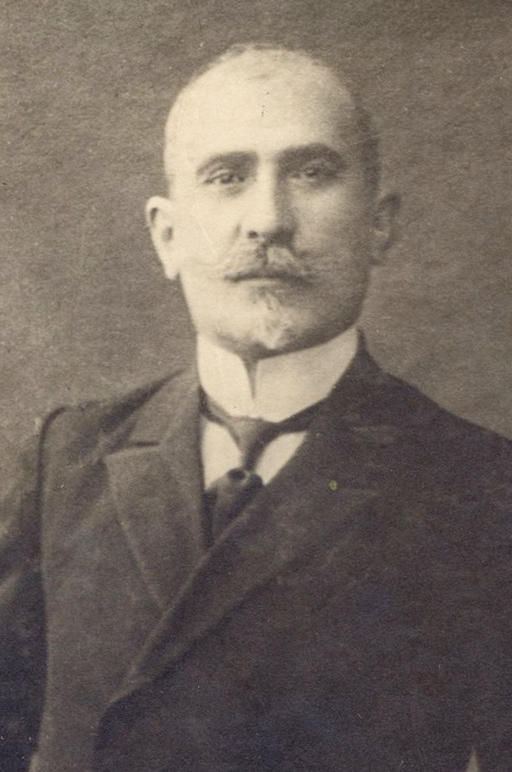
Firidun bey Kocherlinski

La Declaración de la Independencia en todo el Oriente por primera vez notició sobre la creación de un método de gestión de República Democrática - una república parlamentaria en Azerbaiyán.
El 30 de mayo de 1918 el gobierno de Azerbaiyán envió telegramas de radio a los estados del mundo. Los Ministerios de Relaciones Exteriores de los países más importantes del mundo aceptaron información sobre el establecimiento de la República Independiente de Azerbaiyán. Los telegramas de radio fueron enviados a Estambul, Berlín, Viena, París, Londres, Roma, Washington, Sofía, Bucarest, Teherán, Madrid, Moscú, Estocolmo, Tokio y otras capitales.

## Historia de versión original del documento
El manuscrito original de la Declaración de la independencia en el idioma azerí (por alfabeto árabe), con las firmas de los miembros del Consejo Nacional de Azerbaiyán está guardada en el Archivo Estatal de la República de Azerbaiyán. 
Para la aplicación definitiva de la Declaración de Independencia fue necesario lograr el reconocimiento jurídico de la República por los otros países del mundo. Por eso, en 1919 con el fin de obtener el reconocimiento y apoyo de las potencias de la Primera Guerra Mundial, la delegación de la República Democrática de Azerbaiyán se dirigió a París para participar en la Conferencia de Paz. Los miembros de la delegación llevaron con ellos versiones en azerí y francés de la Declaración. Finalmente, el 15 de enero de 1920, los representantes de Azerbaiyán, Alimardan bey Topchubashov y Mahammad Maharramov fueron recibidos por el primer secretario general del Ministerio de Asuntos Exteriores de Francia, Jules Cambon, que presentó a Topchibashov la decisión oficial de la Conferencia de Paz sobre el reconocimiento de facto de Azerbaiyán por los miembros del Consejo Supremo y Aliados. El 19 de enero de 1919 en la sesión del Consejo Supremo de la Conferencia de Paz con la participación de los jefes de los gobiernos se dio lectura al memorando, en el primer párrafo del que se reconocía la independencia de Azerbaiyán.
|  |  |
|  |  |

Después de la invasión soviética el 28 de abril de 1920 el gobierno de la República Democrática de Azerbaiyán fue derrocado, los miembros de la delegación se vieron obligados a permanecer en Francia y por eso una copia de la Declaración de independencia, que llevaron con ellos, fue perdida. 

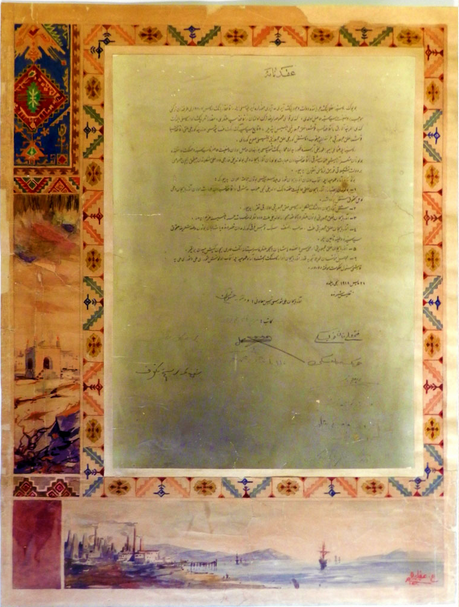
La composición "Declaración de independencia"

El 13 de mayo de 2014 por orden del Presidente de Azerbaiyán, Ilham Aliyev, una de las copias originales de la Declaración de independencia en azerí y francés, que la trasladó a París con la delegación de la RDA fue donado al Museo Nacional de la Historia de Azerbaiyán.

## En la cultura

### Composición

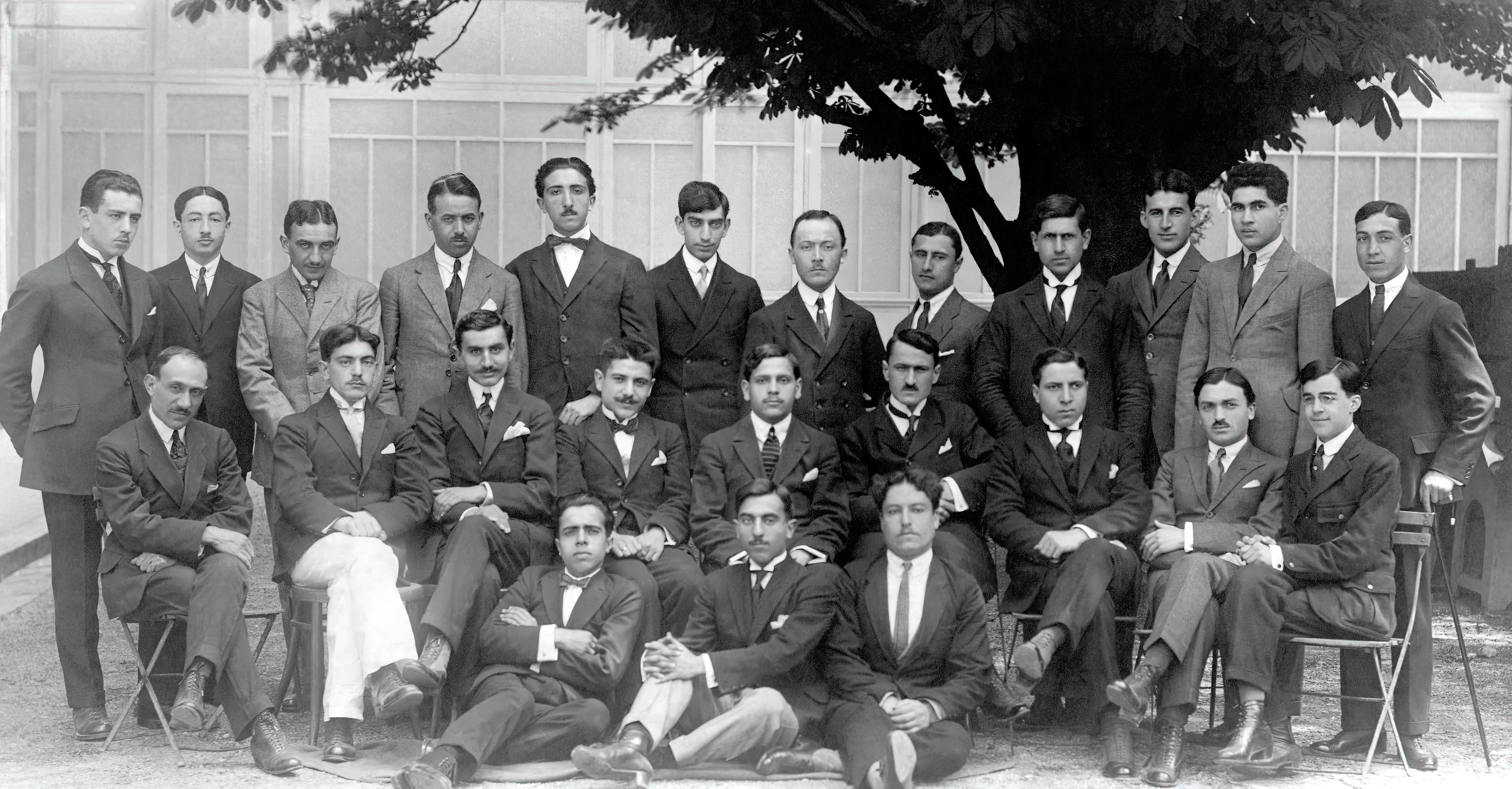
Estudiantes azerbaiyanos celebraron el día de la República de Azerbaiyán, el 28 de mayo de 1920

La composición "Declaración de Independencia" - es una obra de arte de pintor azerbaiyano del siglo XX Azim Azimzadeh. La constituye una copia de la declaración de Independencia y los ornamentos y paisajes pintados con acuarelas. Actualmente la composición se conserva en el Museo Nacional de Historia de Azerbaiyán.  
La obra fue encontrado en el proceso de análisis de los materiales de la Fundación de las Fuentes Documentales del Museo Nacional de Historia de Azerbaiyán. La fotocopia esta rodeada por ornamentos por el perímetro. En la parte superior derecha hay una alfombra, diseñada por rombos, triángulos, otras formas geométricas multicolores .En la parte baja de fotocopia se muestra el Templo del Fuego de Ateshgah del siglo XVII en la aldea Surakhani cerca de Bakú; aquí también se coloca la imagen de la Bahía de Bakú. A la izquierda del documento se muestra las torres petroleras de la ciudad. A la derecha se encuentra la imagen del mar Caspio con los barcos.

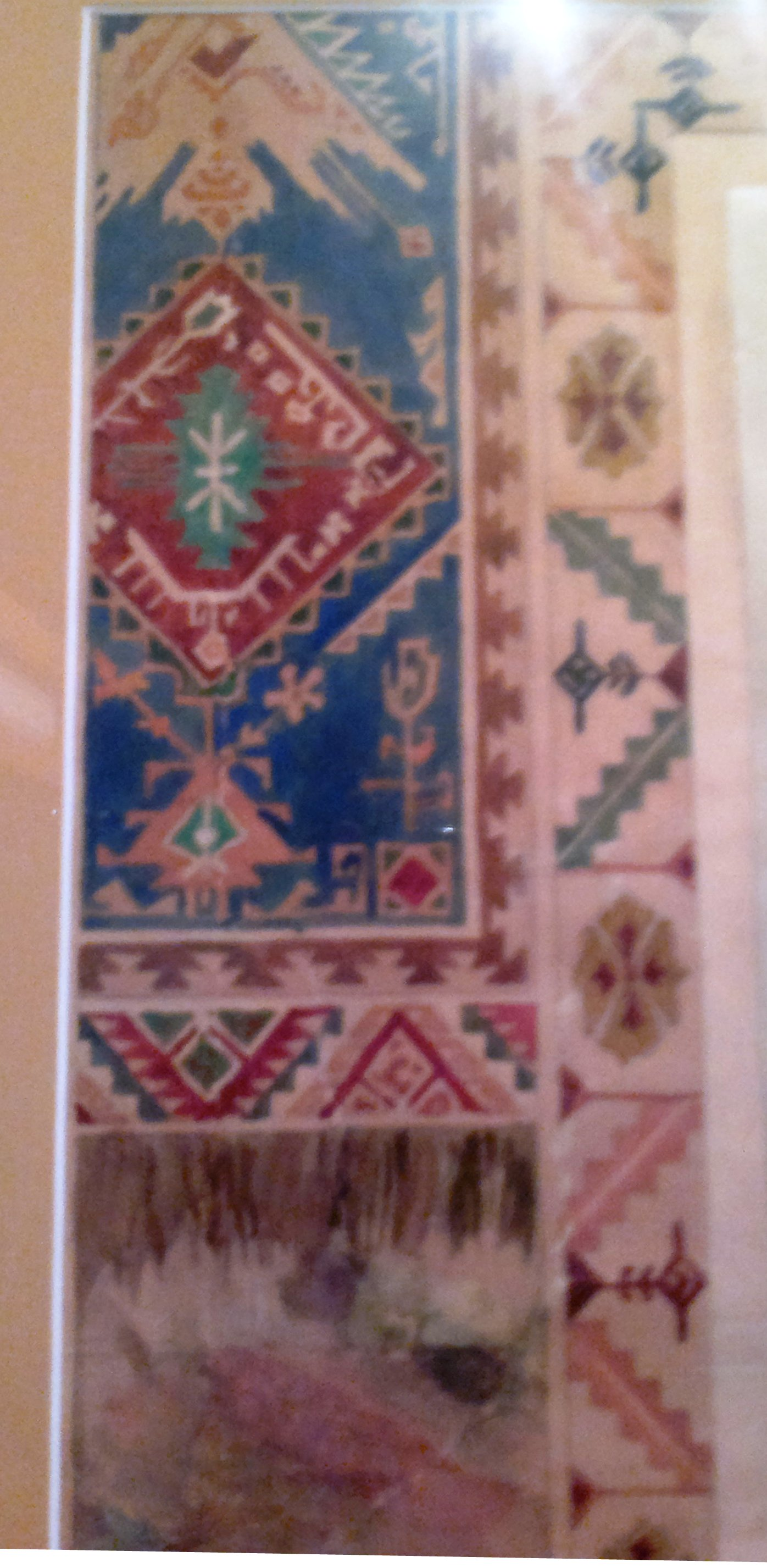
Alfombra
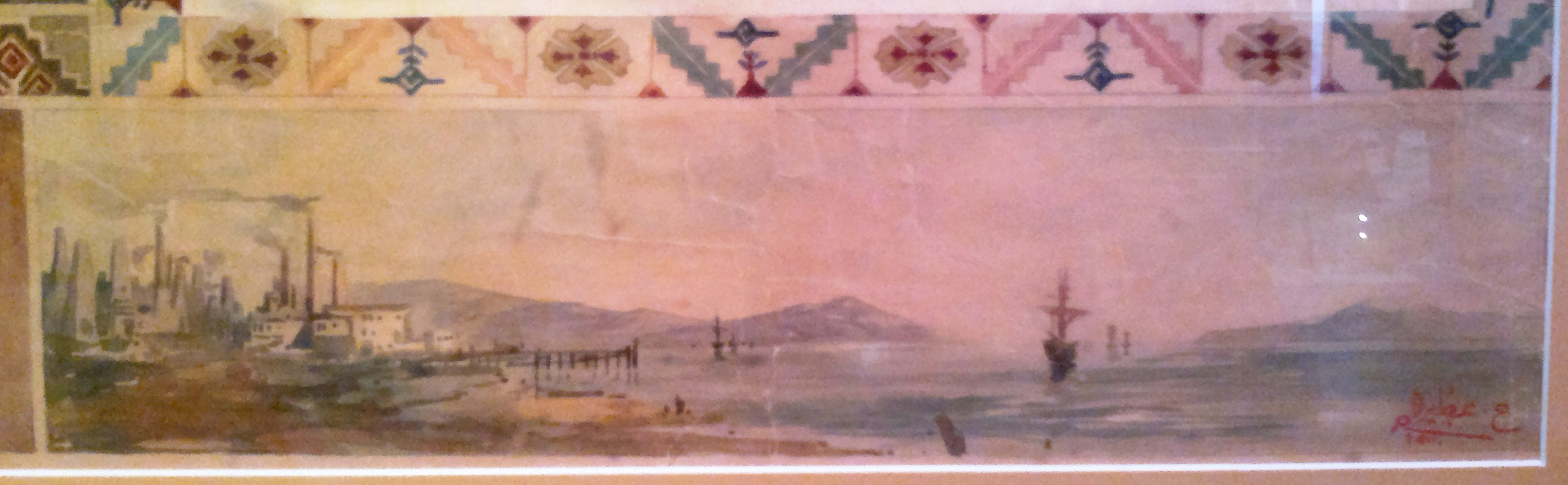
Bahía de Bakú
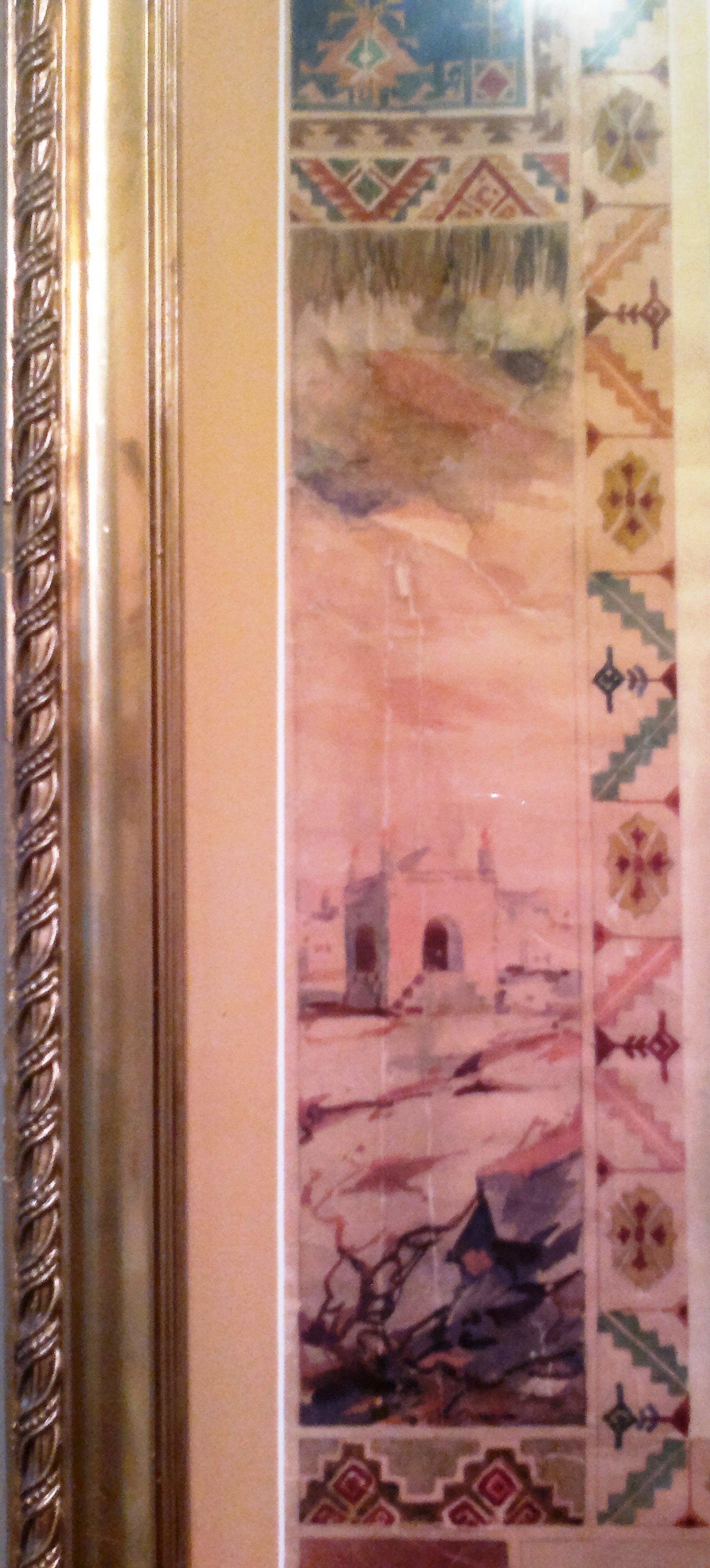
Ateshgah
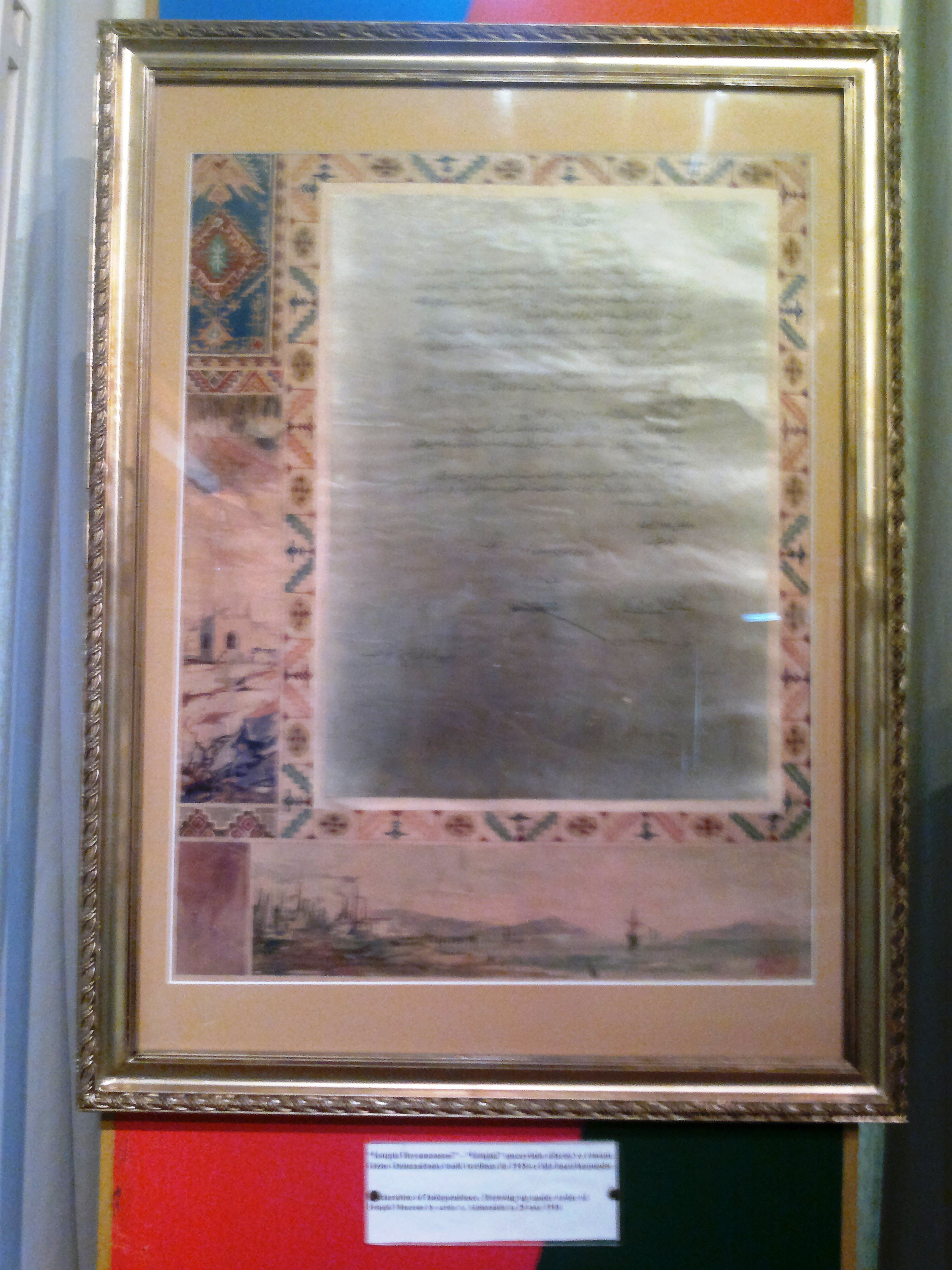
La rama

### Celebración
Después de la caída de la República Democrática de Azerbaiyán (el 28 de abril de 1920) el día de la proclamación de la independencia de Azerbaiyán se celebra por los emigrantes fuera de Azerbaiyán.
A partir del año 1990, el 28 de mayo se celebra en Azerbaiyán como el Día de la República. El día del restablecimiento de la independencia se celebra como fiesta estatal. 

### Monumento
El 25 de mayo de 2007, en Bakú, en la calle Istiglaliyyat fue inaugurado el monumento "Declaración de Independencia". En el pedestal del monumento se graba el texto de la Declaración en azerí por el alfabeto árabe y latino. El monumento está situado entre el edificio del Instituto de Manuscritos de la Academia Nacional de Ciencias de Azerbaiyán y el edificio de la Universidad Estatal de Azerbaiyán de Económico. Aquí en los años 1918-1920 se situaba el Parlamento de la República Democrática de Azerbaiyán.

### Cine
En 2016 se produjo la película "Viaje eterno" (en azerí Əbədi ezamiyyət) sobre las personas políticos de la República Democrática de Azerbaiyán y la Conferencia de Paz de París.